# 愛蘭交流道
愛蘭交流道為臺灣國道六號的交流道，位於南投縣埔里鎮房里、鐵山、南村里交界處，指標為29k。交流道型式為喇叭型。其以聯絡道與台14線連接，聯絡道上建有台灣第一座脊背橋。該交流道為國道六號連接埔里市區與日月潭的主要樞紐，東草屯至愛蘭交流道於2009年3月21日通車。
因愛蘭交流道匝道無路肩緩衝，沒有公德心的駕駛人隨手丟棄垃圾，經常從天而降砸進農田，除了寶特瓶罐，甚至還有玻璃提神飲料，對下方出入及耕作農民形成致命危機，因此高公局有打算在匝道外側加裝防護網，高公局初步派員會勘將先裝設150公尺，後續再評估增設。
|                   | 29 愛蘭 |  | 埔里 魚池 |
| 日月潭 九族文化村 | 29 愛蘭 |  |           |

## 外部連結
- 國道六號愛蘭交流道示意圖 （页面存档备份，存于）（交通部高速公路局）